# Potamogeton nodosus var. nodosus
Potamogeton nodosus subsp. nodosus é uma variedade de planta com flor pertencente à família Potamogetonaceae.

Os seus nomes comuns são colher ou folha-de-louro.

## Portugal
Trata-se de uma variedade presente no território português, nomeadamente em Portugal Continental e no Arquipélago dos Açores.
Em termos de naturalidade é nativa das duas regiões atrás indicadas.

## Protecção
Não se encontra protegida por legislação portuguesa ou da Comunidade Europeia.